# Torfbahn Otworskoje
| Torfbahn Otworskoje | Torfbahn Otworskoje |
| ------------------- | ------------------- |
| Torfbahn Otworskoje |                     |
| Streckenlänge:      | 32 km               |
| Spurweite:          | 750 mm (Schmalspur) |
|                     |                     |

Die Torfbahn Otworskoje (russisch Узкоколейная железная дорога Отворского торфопредприятия, transkr. Uskokoleinaja schelesnaja doroga Otworskowo torfopredpijatija, transl. Uzkokolejnaâ železnaâ doroga Otvorskogo torfopredpriâtiâ) ist eine Schmalspurbahn beim Dorf Swetly (Bahnbetriebswerk Пихтовая) im Rajon Kotelnitsch in der Oblast Kirow in Russland.

## Geschichte
Die 32 km lange Torfeisenbahn wurde 1964 in Betrieb genommen. Sie wurde von der nicht-öffentlichen Aktiengesellschaft Wjatka-Torf (ЗАО «ВяткаТорф») betrieben. Die Schmalspurbahn hat eine Spurweite von 750 mm und wurde hauptsächlich für den Torftransport und die Beförderung von Arbeitern genutzt. Der Torfabbau begann in größerem Umfang 1968.
An der Umladestation Перегрузочная wurde der Torf auf Breitspurwagen der Bahnlinie Nischni Nowgorod (Gorky)-Kotelnitsch mit einer Spurweite von 1520 mm (4 Fuß 11 27⁄32 Zoll) umgeladen und zu einem Kraft-Wärme-Kopplungs-Kraftwerk in Kirow gebracht.
Anfangs gab es Personenverkehr. 1999 verkehrten 5 Personenzüge pro Tag mit jeweils zwei oder drei Wagen. Der Personenverkehr wurde im Frühjahr 2003 eingestellt, woraufhin für Busfahrten der dreifache Fahrpreis als für die Bahnfahrt verlangt wurde.
Die Torf-Umladung auf Breitspurwagen wurde 2004 eingestellt. Danach wurde die Schmalspurbahn noch auf einer Länge von 4 km betrieben, um Torf zum Heizen zu transportieren. Stellenweise wurden Reparaturen durchgeführt und neue Schwellen verlegt.

## Fahrzeuge

### Lokomotiven
- Diesellok der SŽD-Baureihe ТУ4 – № 1335, 1387, 2187, 2188, 2923
- Diesellok der SŽD-Baureihe ТУ6Д – № 0201
- Diesellok der Baureihe ESU2A – № 436

### Weitere Fahrzeuge
Als weitere Fahrzeuge standen Torfloren sowie mehrere offene und geschlossene Güterwagen, Personenwagen, Kesselwagen, Schüttgutwagen für den Schottertransport beim Gleisbau, ein Schneepflug, Kranwagen sowie als Rarität ein für den Schienenverkehr umgebautes Feuerwehrfahrzeug zur Brandbekämpfung zur Verfügung.